# Perry Mattfeld
Perry Frances Garcia Mattfeld (Los Ángeles, California, 29 de marzo de 1994) es una actriz estadounidense. Es conocida principalmente por sus papeles de Mel en Shameless, FrankenGirl en Wizards of Waverly Place y su papel principal como Murphy Mason en la serie dramática criminal de The CW, In the Dark (2019-presente).

## Biografía
Mattfeld nació en el condado de Los Ángeles y creció en Long Beach, California. Ella comenzó su carrera como bailarina de ballet a los cinco años y estudió durante los siguientes nueve años bajo la dirección de Debbie Allen. A la edad de 12 años, era una empleada de Mattel cuando interpretó a Kirsten Larson y Kit Kittredge como parte de la compañía de teatro musical American Girl Dolls de Mattel. Allen la animó a "diversificar su baile", lo que la llevó a estudiar actuación.
Dejó de actuar después de graduarse de la escuela secundaria para asistir a la Universidad del Sur de California, donde obtuvo una licenciatura en Bellas Artes en dos años.

## In the Dark
En su primer papel protagónico, en la comedia dramática criminal de The CW, In the Dark (2019-presente), interpreta a una mujer ciega. Para esto, aprendió habilidades para lidiar con la ceguera, como usar un perro guía y enviar mensajes de texto con comandos de voz. Siguió a una persona ciega, en cuya vida se basa el programa, para observar cómo hacía las cosas cotidianas. Según los informes, los fans habían creído que ella misma era ciega. Aunque el programa ha recibido críticas por no utilizar a una verdadera actriz ciega, el productor dice que ella era "la mejor para el papel" a pesar de haber adicionado a actrices ciegas reales.

## Filmografía
Películas
| Año                  | Título                          | Papel                                                        | Notas         |
| -------------------- | ------------------------------- | ------------------------------------------------------------ | ------------- |
| 2007                 | AmazoBoy!                       | Samantha                                                     | Cortometraje  |
| 2011                 | The Girl in the Flammable Skirt | Aimee                                                        | Cortometraje  |
| 2012                 | My Mind the Love Story          | Alex                                                         | Cortometraje  |
| 2017                 | For Educational Purposes Only   | Presentadora de TV 1/ Presentadora de TV 2/ Voz de altavoz 1 | Cortometraje  |
| TBA (por anunciarse) | Shriver                         | Layla                                                        | En Rodaje     |
| TBA (por anunciarse) | Breeder                         | Ainsley                                                      | Preproducción |

Televisión
| Año           | Título                                  | Papel                             | Notas                                                                |
| ------------- | --------------------------------------- | --------------------------------- | -------------------------------------------------------------------- |
| 2006          | The Megan Mullally Show                 | Ella misma - chica americana      | Episodio: "#1.44"                                                    |
| 2008          | The Norton Avenue All-Stars             | Amanda Hammerschmidt 'The Hammer' | Película para televisión                                             |
| 2008          | Nickelodeon Kids' Choice Awards         | Ella misma                        | Especial de TV                                                       |
| 2009          | Wizards of Waverly Place                | FrankenGirl                       | 2 episodios                                                          |
| 2011          | 4th and Forever                         | Ella misma - animadora            | 4 episodios                                                          |
| 2012          | Secret Diary of an American Cheerleader | Suzie                             | Episodio: "Angels in the Area"                                       |
| 2013          | Escape from Polygamy                    | Bonnielee                         | Película para televisión                                             |
| 2016          | Conan                                   | Novia de Deon Cole                | Episodio: "Norman Reedus/Al Madrigal/Joel Kim Booster" Sin acreditar |
| 2016          | TV Land Icon Awards                     | Ella misma                        | Presentadora                                                         |
| 2017          | Stitchers                               | Monica Chamberlain                | Episodio: "Kill It Forward"                                          |
| 2018          | Shameless                               | Mel                               | Personaje recurrente                                                 |
| 2018          | Homecoming                              | Makeover Associate                | Episodio: "Helping"                                                  |
| 2019          | Carrier                                 | Pam                               | 2 Episodio                                                           |
| 2019–presente | In The Dark                             | Murphy Mason                      | Personaje principal                                                  |

Vídeos
| Año  | Título                                    | Papel              | Notas                                             |
| ---- | ----------------------------------------- | ------------------ | ------------------------------------------------- |
| 2010 | Alex in Wonderland: Rehearsing Wonderland | Bailarina / Tetera | Video corto                                       |
| 2011 | Patrick Carman's Dark Eden                | Kate Hollander     | Video corto                                       |
| 2011 | One Day                                   | Mujer              | Video musical de Charice (actualmente Jake Zyrus) |
| 2011 | Stick Together                            | Mujer              | Video musical de Mack Winston & the Reflections   |
| 2012 | Cayucos                                   | Shelly             | Video corto                                       |